# 질버몬트

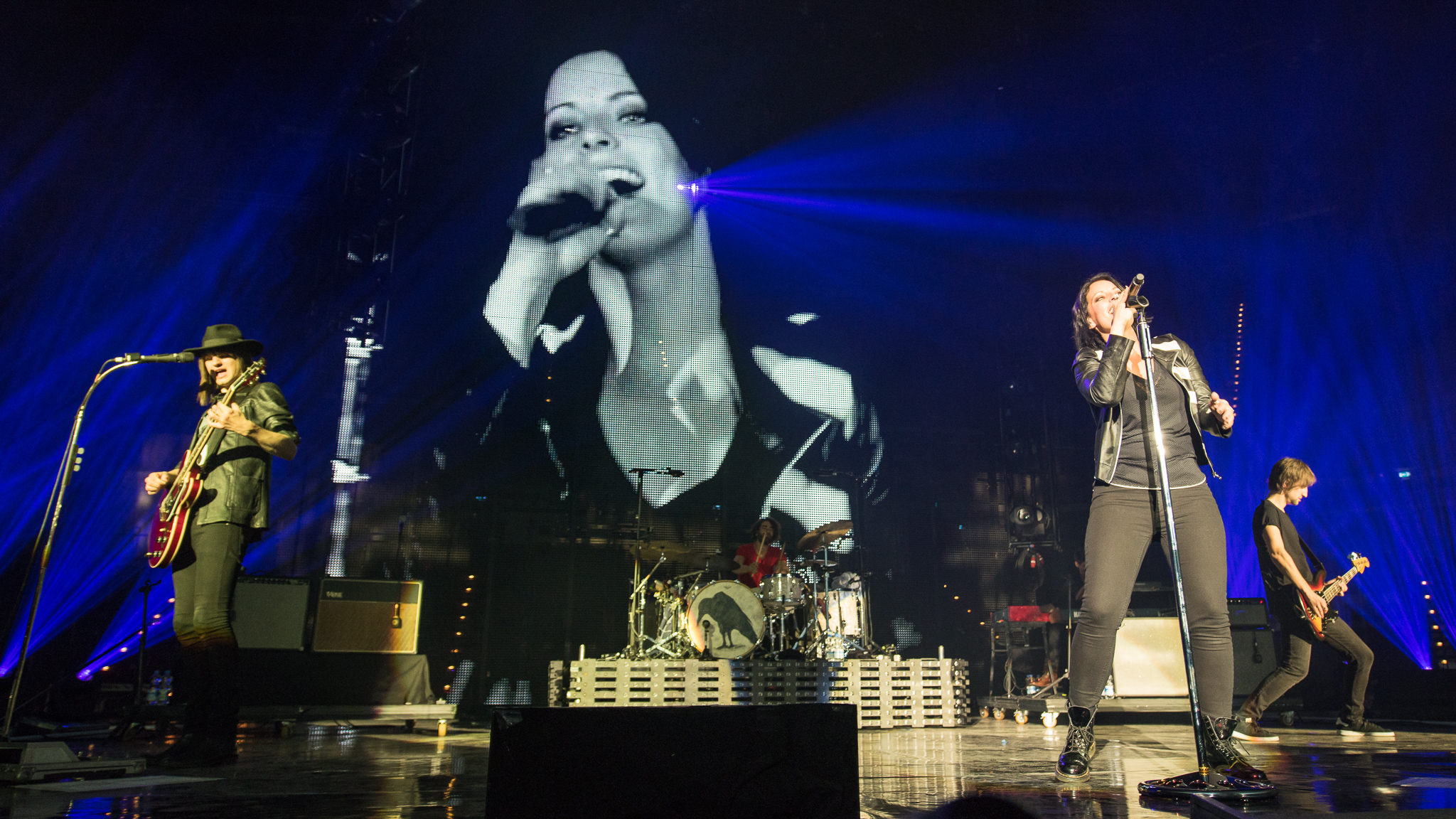

질버몬트(Silbermond)는 독일의 팝/록밴드이다. 독일 뉴웨이브에 속한다.

## 개요
밴드명은 '은빛 달'이라는 뜻으로, 1998년 네 명의 멤버들이 처음 만났다. 2년 후 각 멤버의 이름의 앞글자를 따 JAST라는 밴드를 만든다. 영어로 된 자작곡이 몇 곡 있었으나 주로 다른 가수들의 유명한 곡들을 불렀다. 2001년부터는 독일어로 노래를 부르기 시작하였다.

## 구성원
- 슈테파니 클로스 (Stefanie Kloß)
- 요하네스 슈톨레 (Johannes Stolle)
- 토마스 슈톨레 (Thomas Stolle)
- 안드레아스 노박 (Andreas Nowak)

## 음반
- Verschwende deine Zeit (2004)
- Laut gedacht (2006)
- Kollaborationen (2008)
- Nichts Passiert (2009)
- Himmel auf (2012)
- Leichtes Gepäck (2015)